# Państwowy Instytut Naukowy Gospodarstwa Wiejskiego

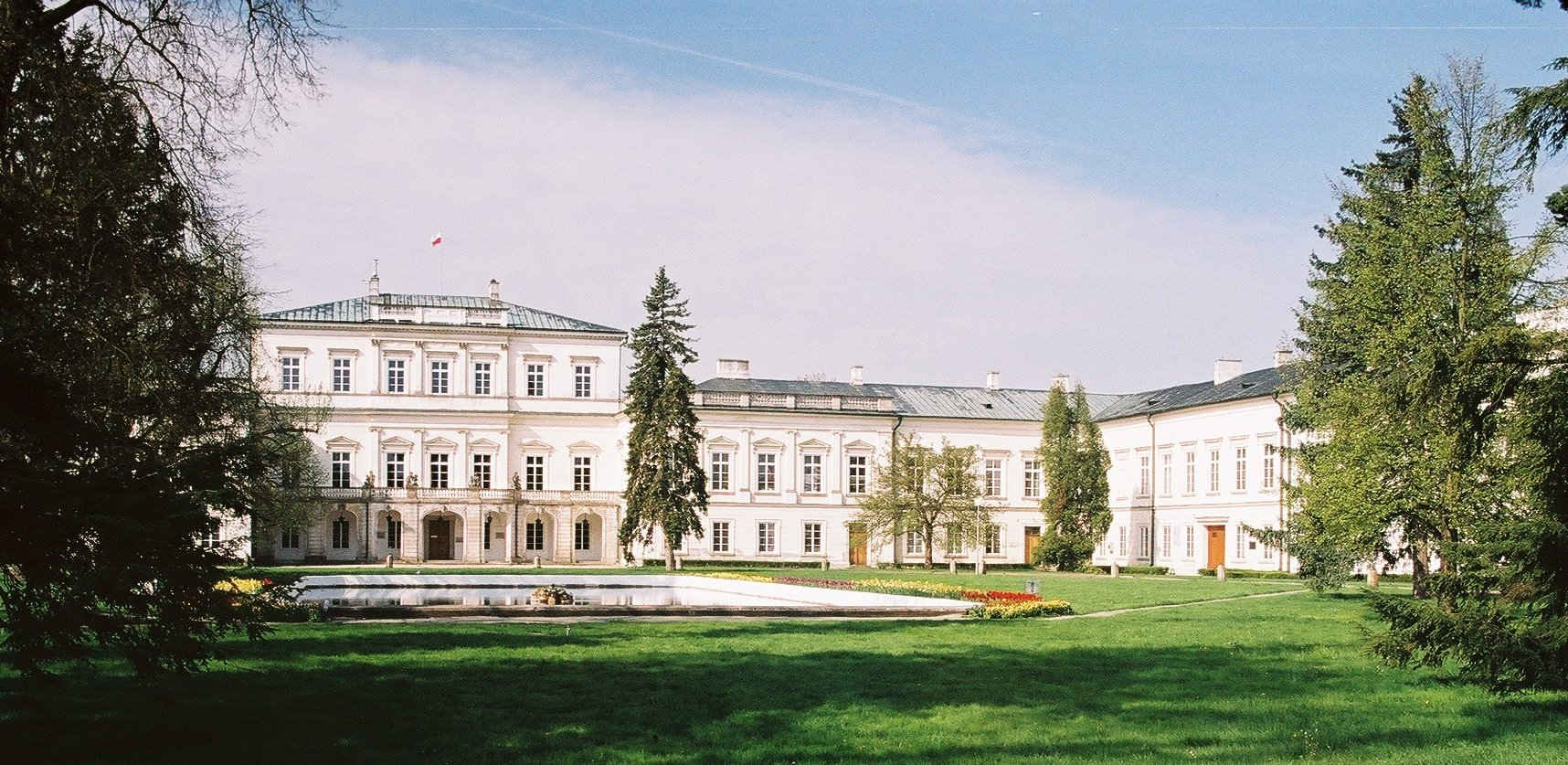
Pałac Czartoryskich w Puławach, będący w latach 1917-1950 siedzibą PINGW; widok współczesny

Państwowy Instytut Naukowy Gospodarstwa Wiejskiego – rolniczy instytut naukowy działający w Puławach w latach 1917–1950.

## Historia
Utworzony został 26 września 1917 za zgodą austriackich władz okupacyjnych z inicjatywy polskich naukowców: Stefana Surzyckiego, Ignacego Kosińskiego i Kazimierza Rogoyskiego. Pierwszym dyrektorem Instytutu został biochemik profesor Leon Marchlewski. Na przełomie lat 1917/1918 uruchomiono następujące wydziały: Rolnictwa, Hodowli Roślin, Biologiczno-Hodowlany, Higieny i Lecznictwa Zwierząt, Ogrodnictwa, Ochrony Roślin, a także Zakład Reprodukcji Nasion i Zakład Kultury Szczepionek Ochronnych.
Austriacki statut Instytutu w Puławach obowiązywał do 1921. Władze niepodległej Polski nadały nowy statut puławskiej placówki 20 października 1921. Od tej chwili oficjalna nazwa instytutu brzmiała: Państwowy Instytut Naukowy Gospodarstwa Wiejskiego w Puławach (powszechnie używany skrót: PINGW). Dyrektorem Instytutu został fizjolog roślin profesor Emil Godlewski.
Instytut Naukowy Gospodarstwa Wiejskiego przejął po poprzedniku, rosyjskim Instytucie Gospodarstwa Wiejskiego i Leśnictwa, budynki uczelniane w dawnym pałacu Czartoryskich, bogaty księgozbiór (liczący wówczas 81700 woluminów, głównie rosyjskojęzycznych) oraz wzorcowe gospodarstwo naukowe – folwark Końskowola o powierzchni 635 ha.
PINGW był zakładem badawczym o charakterze akademickim, nie prowadzącym działalności dydaktycznej, i podlegał Ministerstwu Rolnictwa i Dóbr Państwowych. W 1923  włączono do niego folwark Borowina. Instytut posiadał wydziały: Gleboznawstwa, Rolniczy, Ogrodniczy, Chorób i Szkodników Roślin, Produkcji Zwierzęcej, Weterynaryjny oraz Ekonomiki Rolnej Drobnych Gospodarstw Wiejskich.
W lipcu 1927, na mocy rozporządzenia podpisanego przez Prezydenta RP Ignacego Mościckiego, do puławskiego PINGW przyłączono jako ośrodki filialne: Państwowy Instytut Naukowo-Rolniczy w Bydgoszczy, Stację Botaniczno-Rolniczą we Lwowie, Krajowy Zakład Sadowniczy w Zaleszczykach oraz Morskie Laboratorium Rybackie.
W okresie międzywojennym Instytut prowadził szereg badań z zakresu rolnictwa, sadownictwa i hodowli zwierząt. W związku z intensyfikacją prac prowadzonych w PINGW wzrosło znaczenie wydawnictw ciągłych, które najszybciej informowały o najnowszych osiągnięciach nauki. Biblioteka otrzymywała w tym czasie około 150 tytułów czasopism i znacznie powiększyła swój księgozbiór. W czasie II wojny światowej zbiory biblioteczne uległy  częściowemu zniszczeniu.
W latach okupacji niemieckiej działalność instytutu była sparaliżowana. Władze okupacyjne zmieniły jego dotychczasową strukturę i nazwę na Rolniczy Zakład Badawczy Generalnego Gubernatorstwa w Puławach. Nie miał on wielkich możliwości działania, spełniał natomiast funkcję schroniska dla wielu pracowników naukowych z całej Polski.
Okres powojenny w dziejach Instytutu charakteryzował się dużą zmiennością i złożonością organizacyjną oraz znaczną płynnością kadr, zmniejszeniem roli Rady Naukowej Instytutu i znaczną samodzielnością poszczególnych wydziałów. W połowie 1950 PINGW został rozdzielony na 9 specjalistycznych instytutów rolniczych zlokalizowanych w różnych miejscach na terenie kraju. W dawnej siedzibie w Puławach powstał Instytut Uprawy, Nawożenia i Gleboznawstwa jako państwowa placówka naukowa podległa Ministerstwu Rolnictwa.